# Nikołaj Umow

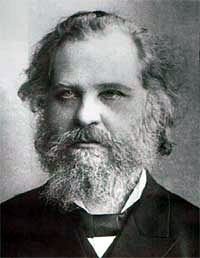
Nikołaj Umow

Nikołaj A. Umow (1846–1915) – rosyjski fizyk. Zajmował się głównie teorią sprężystości, magnetyzmem ziemskim oraz optyką ośrodków mętnych. Wprowadził do fizyki pojęcie wektora gęstości strumienia energii. Był profesorem Uniwersytetu Moskiewskiego i Uniwersytet w Odessie. 